# Alfonso Laurencic
Alfonso Laurencic (originalmente Alphonse Laurencic, Enghien-les-Bains, Francia, 2 de julio de 1902-Barcelona, 9 de julio de 1939), de nacionalidad yugoslava, fue un dibujante, decorador, músico, colaborador y espía del SIM (Servicio de Información Militar, nombre de la agencia de inteligencia y del servicio de seguridad de la Segunda República Española) durante la Guerra Civil Española, así como autor/diseñador de las celdas de tortura psicotécnicas ubicadas en las checas de Barcelona.

## Biografía

### Primeros años
Alfonso Laurencic nació en Francia en 1902, hijo de un matrimonio  austrohúngaro: Julio Laurencic y Melitta Jahn. Julio desarrolló a lo largo de su vida una notable carrera como editor, primero en Hungría y Alemania hasta que, en 1900, se trasladó con Melitta a París instalándose en Enghien-les-Bains, a pocos kilómetros de la capital, población apreciada como un lugar muy elegante desde que la princesa Matilde Bonaparte la puso de moda durante el Segundo Imperio. En Francia, Julio (Jules, durante los años que vivió en la República Francesa ) prosiguió con enorme éxito y prestigio su trabajo como editor y periodista, así como fundador de la Revue International. Tras unos años en París, se trasladó a Niza donde en 1907 nacía Eugenio, su segundo hijo.  
Por su trabajo, el padre de Alfonso viajaba constantemente tanto por Europa como Estados Unidos, ya que sus publicaciones eran requeridas a nivel internacional. Ello posibilitó que la familia disfrutara de un alto nivel de vida en un ambiente refinado, cosmopolita y viajero, frecuentando los mejores hoteles, restaurantes o espectáculos. Catorce años prósperos hasta el 28 de julio de 1914, fecha del inicio de la Primera Guerra Mundial, conflicto que obligó a Julio, siendo austrohúngaro, a dejar Francia con su familia. Así llegó a España Alfonso Laurencic que en aquel momento acababa de cumplir los doce años. El primer destino escogido por su padre fue San Sebastián, ciudad en la que pronto fundó la revista social, turística y cultural Las maravillas de España en la que eran frecuentes los reportajes dedicados a la Casa Real. En 1916 la familia se trasladó a Barcelona donde Julio Laurencic continuó sus publicaciones con tal éxito que, en 1918, Alfonso XIII lo nombró Caballero de la Orden de Isabel la Católica, una altísima distinción. El bienestar continuó para toda la familia, si bien Alfonso empezaba a dar señales de su talante. Mientras su hermano Eugenio escogía el esquí como deporte, Alfonso boxeaba. Aun teniendo en cuenta que en aquellos años el boxeo era un deporte que, junto a la esgrima, se practicaba en los gimnasios más elitistas, Alfonso lo llevó al límite no conformándose sólo con practicarlo como entretenimiento, sino que participó en combates llegando a enfrentarse en 1920 a Blind (apodo de Emilio Gil), boxeador que consiguió el título de campeón de España del peso ligero. 
En 1921, con diecinueve años, sin la autorización de sus progenitores, Alfonso se alistó en el Tercio Extranjero, de donde, por sus excelente contactos, su padre consiguió hacerlo regresar. En 1922 se instaló en Graz (Austria) en casa de un familiar. En marzo de 1923, regresó a Barcelona ya que su padre, gravemente enfermo, había fallecido. Poco después, Alfonso partía a Zagreb para alistarse en la división de infantería del Real Ejército Yugoslavo. Ocho meses más tarde lo abandonaba. De nuevo en Graz, conoció a Maria Luisa Preschern, con la que contrajo matrimonio en 1926. El matrimonio pronto dejó Austria y puso rumbo a Berlín, capital de la República de Weimar, epicentro de las vanguardias artísticas. Alfonso, que declaró hablar siete idiomas, había recibido una educación esmerada, era elegante, carismático, apuesto, audaz y tenía ingenio, por lo que no tardó en conseguir trabajo como músico en salas de baile, así como decorador en un momento de plena expansión inmobiliaria y en el que la Escuela Bauhaus era referente mundial en arquitectura, arte y diseño. El fin de esta etapa llegó con la gran crisis de 1929 y, sobre todo, con el fin de la República de Weimar. La subida al poder de Adolf Hitler en 1933, conllevó que las libertades quedaran muy restringidas, y la arquitectura y el arte de la Bauhaus, no eran nada apreciados. Además, Hitler detestaba el jazz. Con el inicio de este régimen totalitario impuesto por el Tercer Reich, Alfonso buscó trabajo en Viena, Bélgica y Luxemburgo donde dirigió orquestas en salas de baile. Pero, sin más posibilidades, decidió su regreso a Barcelona donde aún vivía su madre con Eugenio que se defendía como representante de material médico. Antes de salir de Alemania, Laurencic consiguió que el diario Deutsche Allgemeine Zeitung le proporcionara una acreditación como corresponsal y reportero gráfico para representar, con plenos poderes, los intereses del diario en el extranjero.

### Guerra civil
En la Ciudad Condal, no tardó en retomar su trabajo como director de orquestas de baile y clubs de jazz; y no tardó en montar un exitoso grupo: Los 16 Artistas Reunidos (en la que también ejercía de promotor y mánager) que actuó en los mejores locales de Barcelona, consiguiendo, asimismo, que la sala Dancing Oshima, la más exclusiva, frecuentada por la aristocracia, lo nombrara director artístico y profesor de la orquesta. Todo iba bien para Alfonso, vivía con su mujer en un agradable piso próximo a la vivienda de su madre en el Ensanche barcelonés, tenía coche (entonces privativo de las clases muy pudientes)  y la prensa aclamaba las actuaciones de Los 16 artistas reunidos, conjunto que, en 1935, hizo una gira por Europa. Buena vida y éxito hasta el 19 de julio de 1936, fecha del inicio del golpe de Estado y de la Guerra civil española así como del fin de Alfonso. Al día siguiente, la mañana del 20, se presentó voluntariamente en la Jefatura de Orden Público ofreciendo sus servicios. Aunque declaró ser un fiel servidor, la realidad es que el inicio de la contienda lo volvía a dejar sin trabajo ya que, por más que era un músico debidamente sindicado CNT-FAI y UGT, todos los espectáculos quedaron suspendidos y, más tarde, fueron colectivizadas las salas de baile. Empezaba un momento muy difícil donde todo escaseaba y a Alfonso no le gustaba pasar estrecheces ni vestir como un obrero, según las nuevas costumbres. Por ello no tuvo ningún reparo en ofrecer su colaboración ante el nuevo orden. También temía que lo desposeyeran de su coche, como no tardó en suceder. Aun así, con Barcelona llena de visitantes y atletas extranjeros venidos para la Olimpíada Popular, Laurencic fue nombrado, según su declaración, intérprete oficial de la Comisaría de Orden Público. Pero la Olimpíada quedó suspendida y había que ayudar a los extranjeros a salir del país proporcionándoles la documentación que precisaran. Tres meses después recibió, asimismo, el encargo de actuar como agente de contraespionaje «agente S.S.I. n.º 29». Ocupaciones que Alfonso utilizó para vender pasaportes falsos cobrando importantes sumas. A partir de julio de 1937, Alfonso fue detenido varias veces por el Servicio de Información Militar (SIM). La primera, él, su esposa y su hermano Eugenio fueron llevados a la checa de Puerta del Ángel y luego a la de Vallmajor. Cinco meses más tarde, sin Maria Luisa, los dos hermanos fueron trasladados a la checa Santa Úrsula de Valencia y luego al campo de trabajo de Segorbe. 
Desde la primera detención, la historia de Eugenio, débil en cualquier sentido, también en el físico, ya que padecía una leve sordera, irá ligada a la de su hermano mayor. Melitta, la madre, desde el inicio de la contienda, vivió en Alemania hasta el final de la misma. En abril de 1938, Alfonso y Eugenio fueron llevados de nuevo a la checa de Vallmajor, donde, una vez más, Alfonso ofreció sus servicios a Santiago Garcés, jefe supremo del SIM. Se trataba de sobrevivir de la mejor manera posible, incluso de salir con vida. Esta vez se vendió como arquitecto, una titulación que no poseía. Pero sabía defenderse en el dibujo, y Garcés lo nombró arquitecto de la secretaría particular, siendo la primera misión hacer nuevas celdas de castigo a imagen y semejanza de las cárceles de Stalin, encargo en el que Laurencic se esmeró: la altura del techo de estas mazmorras revestidas de alquitrán era de 2 metros, 2,50 metros de largo y 1,50 de ancho, las camas muy estrechas eran de cemento inclinado, en el suelo se colocaron ladrillos de canto para que no se pudiera caminar, puso un metrónomo amplificado a diferentes velocidades, así como un reloj que adelantaba cada día cuatro horas para desorientar aún más al prisionero sin olvidar los famosos dibujos psicotécnicos en las paredes de las celdas, dibujos inspirados en Malévich, Paul Klee o Kandinski, artistas de la Bauhaus. Otro diseño fueron las celdas-armario en las que el preso estaba sentado en un asiento inclinado y lo suficientemente alto para que sólo pudiera apoyar la punta de los dedos de los pies, así como dos tablas entre las piernas y delante del pecho que impedían cualquier movimiento; el techo, que era graduable, lo rebajaban a medida para que el preso no pudiera enderezar el cuerpo cuya postura le obligaba a soportar un potente foco a la altura de los ojos. Tras pasar unas horas en esta celdas, los prisioneros, muy debilitados, eran cruelmente interrogados; interrogatorios en los que Laurencic nunca participó. Si bien él mismo dijo en el juicio que la suerte de estos detenidos "francamente" no le importaba. 
Con el proyecto de estas celdas, Alfonso y su hermano obtuvieron "libertad vigilada". Y su eficacia fue premiada, asimismo, con más encargos, no sólo haciendo más celdas de castigo en la calle Zaragoza, sino realizando diversos trabajos, incluida la decoración de las viviendas de los altos jefes del SIM. Un privilegio que no les duró mucho ya que, el uso y reparto que Alfonso hacía de los fondos destinados a la realización de las obras, así como los bienes que sacó de edificios expropiados, le supusieron nuevas detenciones. La última, el 31 de agosto de 1938, día en que con su hermano fue conducido al monasterio de El Collell habilitado como prisión. Diezmado y en retirada el ejército del Frente Popular, las tropas nacionales avanzaron sobre Cataluña de sur a norte. Así llegaron a Figueras y al cercano monasterio. Muchos republicanos y brigadistas internacionales ya lo habían abandonado huyendo a Francia. Sólo quedaron los que por salud no pudieron, los presos del bando nacional y los hermanos Laurencic, que también hubieran podido escapar. Es posible que la razón por la que Alfonso se quedó no fuera otra que no dejar a su esposa sola en Barcelona, ya que es la única persona por la que demostró tener cálidos sentimientos hasta el final. Pero de nuevo salió con una argucia más: solicitó, siendo austríaco, ser puesto a disposición de oficiales alemanes "para quienes tenía importantes datos". Entregado a un oficial de la Legión Cóndor, poco después ingresaba en la cárcel Modelo de Barcelona a donde también fue llevado su hermano. Tampoco se libró su esposa, que ingresó en la cárcel de Les Corts. 

### Muerte

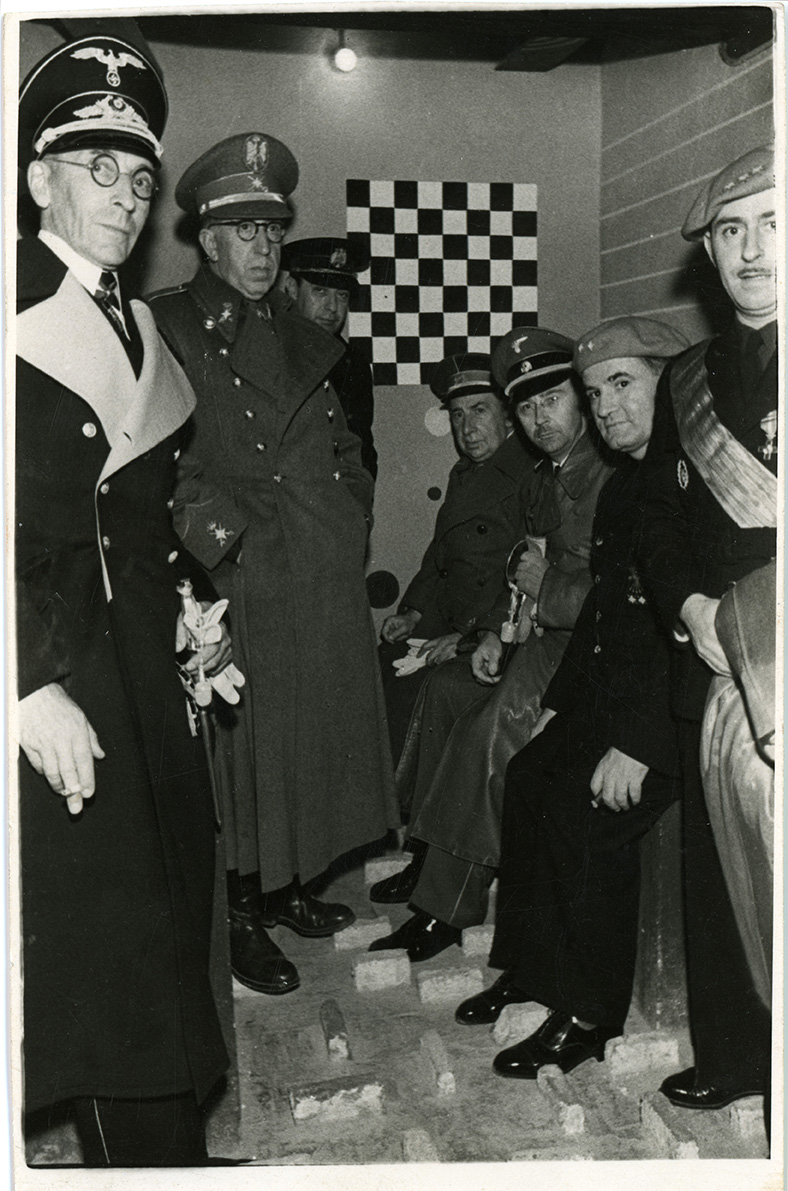
Heinrich Himmler visitando la checa de Vallmajor diseñada por Laurencic, 1940.

Cuatro meses más tarde, el 12 de junio, tuvo lugar el juicio sumarísimo en el Palacio de Justicia con gran expectación. Alfonso entró seguro, con aplomo, con el aire de superioridad y prepotencia que siempre lo había caracterizado, probablemente convencido de que también saldría de esta situación mintiendo una vez más y declarando que su propósito siempre fue "sabotear la causa roja", así como ayudar a los nacionales. Sólo a medida que avanzaba el juicio comprendió que estaba perdido. Le dejaron hablar hora y media que utilizó exponiendo argumentos confusos. Aunque, dijera lo que dijera, su sentencia no podía ser benévola ya que Franco no había podido dar, entre otros, con Lev Nikolski, alias de Alexander Orlov, general soviético y miembro destacado de la NKDV (policía secreta del Kremlin), que huyó a Canadá. Ni con el espía y político Erno Gerö, responsable de la NKDV en Barcelona, ni con Santiago Garcés, que huyó a Francia y luego a México. Ni con Walter, jefe de los terribles interrogatorios. Ni, por supuesto, no pudo apresar a Juan Negrín, que murió en París. Pero tenía a Laurencic, y por ello proclamó: "Tenemos al responsable de las checas en Barcelona". Cuando le fue comunicada la sentencia a la pena capital, Laurencic exclamó: "Aunque sé que voy a morir, ¡viva el Generalísimo Franco!". El día antes de ser ajusticiado, se confesó, comulgó y escribió una carta a su mujer. A primera hora del 9 de julio de 1939 fue trasladado al Campo de la Bota, donde lo fusilaron sin dejar que le vendasen los ojos y haciendo el saludo nacional: brazo en alto. Su cuerpo fue enterrado en el Fossar de la Pedrera. Semanas antes había enviado a su esposa un dibujo de su rostro con una dedicatoria: "Meri, lejos de los ojos/ Lejos del corazón.../La excepción soy yo..." . Alfonso, Cárcel Modelo, 17 de mayo de 1939. 
Maria Luisa Preschern salió de la cárcel de Les Corts el 12 de febrero de 1940. Vivió con la madre de Alfonso hasta que ésta falleció; nunca se volvió a casar, trabajó para una acomodada familia barcelonesa que le ayudó a que el gobierno alemán le asignase una pensión vitalicia. Eugenio salió de la cárcel Modelo el 13 de febrero de 1940. El último rastro conocido es que, todavía soltero, residía en Zúrich desde donde, en febrero de 1948, se dirigió al puerto francés de Le Havre para viajar en el vapor Groix rumbo a Buenos Aires.